# جو فرانس
جو فرانس (بالسويدية: Joe Frans)‏ هو سياسي سويدي، ولد في 9 سبتمبر 1963 في سيكوندي تاكورادي في غانا. حزبياً، نشط في حزب العمال الديمقراطي الاشتراكي السويدي. وقد انتخب عضو البرلمان السويدي ‏.